# Amour sauvage
Pour plus de détails, voir Fiche technique et Distribution.
Amour sauvage (titre original : Wild in the Country) est un film américain réalisé par Philip Dunne sorti en 1961.

## Synopsis
Glenn Tyler mène une vie très difficile dans la ferme familiale. Sa mère est morte quand il était très jeune et ses relations avec son père alcoolique et son frère Hank sont tendues. Un jour, Glenn assomme Hank au cours d'une dispute. Craignant l'avoir tué accidentellement, Glenn prend la fuite...

## Fiche technique
- Titre original : Wild in the Country
- Réalisation : Philip Dunne
- Scénario : Clifford Odets d'après le roman de J. R. Salamanca (en)
- Photographie : William C. Mellor
- Montage : Dorothy Spencer
- Musique : Kenyon Hopkins
- Costumes : Donfeld
- Producteur : Jerry Wald, Peter Nelson (producteur associé)
- Société de production : Jerry Wald Productions (The Company of Artists)
- Société de distribution : Twentieth Century Fox
- Pays d'origine :  États-Unis
- Langue : Anglais
- Format : Couleur — 35 mm — 2,35:1 — Son : Mono (Westrex Recording System) et 4-Track Stereo
- Genre : Film dramatique, Film musical
- Durée : 114 minutes
- Date de sortie :
  - États-Unis : 8 juin 1961 (avant-première de Memphis), 15 juin 1961
  - France : 3 novembre 1961
- Affiche : Boris Grinsson (France)

## Distribution
- Elvis Presley (VF : Jacques Deschamps) : Glenn Tyler
- Hope Lange (VF : Joëlle Janin) : Irene Sperry
- Tuesday Weld (VF : Michèle Bardollet) : Noreen Braxton
- Millie Perkins (VF : Claude Chantal) : Betty Lee Parsons
- Rafer Johnson : Davis
- John Ireland (VF : Lucien Bryonne) : Phil Macy
- Gary Lockwood (VF : Serge Lhorca) : Cliff Macy
- William Mims (en) (VF : Marcel Painvin) : l'oncle Rolfe Braxton
- Raymond Greenleaf : Dr Underwood
- Christina Crawford : Monica George
- Robin Raymond (VF : Claire Guibert) : Flossie
- Harry Shannon (VF : Henri Virlogeux) : Sam Tyler
- Red West (VF : Serge Sauvion) : Hank Tyler
- Jason Robards Sr. (VF : Gérard Férat) : le juge Tom Parker
- Doreen Lang (VF : Lita Recio) : Mrs. Parsons
- Charles Arnt (VF : Pierre Leproux) : M. Parsons
- Will Corry (VF : Pierre Trabaud) : Willie Dace
- Mike Lally (VF : Jean Clarieux) : le gérant du stand « Chamboule tout »
- Pat Buttram (VF : Georges Atlas) : M. Longstreet, le garagiste
- Walter Baldwin (VF : Albert Montigny) : M. Spangler, le gérant du Motel
- Mark Bailey (VF : Jean Violette) : le shérif arrêtant Glenn

## À noter
- Le tournage s'est déroulé du 11 novembre 1960 au 18 janvier 1961 dans la Napa Valley, dans le comté de Napa, en Californie et sur le plateau 4 des 20th Century Fox Studios.